# 17e étape du Tour d'Espagne 2022
Pour un article plus général, voir Tour d'Espagne 2022.
La 17e étape du Tour d'Espagne 2022 se déroule le mercredi 7 septembre 2022 d'Aracena (Andalousie) au Monasterio de Tentudía dans la commune de Calera de León (Estrémadure), sur une distance de 162,3 km.

## Parcours
Cette étape vallonnée faite de montées et de descentes constantes conduit les coureurs à l'arrivée jugée au Monasterio de Nuestra Señora de Tentudía après la montée d'un col de 2e catégorie de difficulté moyenne comprenant un replat à la moitié de l'ascension. Lors de cette 17e étape, la Vuelta quitte la région d'Andalousie dans laquelle elle se trouvait depuis la 11e étape pour rejoindre l'Estrémadure.

## Déroulement de la course
Clément Champoussin et Bob Jungels (AG2R Citroën), Gino Mäder (Bahrain Victorious), Jesús Herrada (Cofidis), Rigoberto Urán (EF Education), Quentin Pacher (Groupama-FDJ), Lawson Craddock (BikeExchange), Kenny Elissonde (Trek-Segafredo), Marc Soler (UAE Emirates) et Simon Guglielmi (Arkea-Samsic) rejoints quelques kilomètres plus loin par Fred Wright (Bahrain Victorious), Alessandro De Marchi (Israel Premier Tech) et Élie Gesbert (Arkea Samsic) forment l'échappée du jour. Les treize fuyards comptent plus de sept minutes d'avance sur le peloton au moment d'entamer la montée finale de 10 km vers le monastère de Tentudia. Craddock, qui s'est isolé en tête quelques kilomètres avant cette ascension, monte le col en tête mais il est repris sous la flamme rouge. Le dernier kilomètre est très animé et c'est finalement Rigoberto Urán qui émerge et l'emporte devant Quentin Pacher. Parmi les favoris au classement général orphelins de Primož Roglič, non partant à la suite de sa chute de la veille, Remco Evenepoel et Enric Mas arrivent ensemble.

## Résultats

### Classement de l'étape
| \| Classement de l'étape \| Classement de l'étape \| Classement de l'étape \| Classement de l'étape \| Classement de l'étape \| \| Coureur \| Coureur \| Pays \| Équipe \| Temps \| \| --------------------- \| --------------------- \| --------------------- \| --------------------- \| --------------------- \| \| 1er \| Rigoberto Urán \| Colombie \| EF Education-EasyPost \| 3 h 42 min 28 s \| \| 2e \| Quentin Pacher \| France \| Groupama-FDJ \| + 0 s \| \| 3e \| Jesús Herrada \| Espagne \| Cofidis \| + 3 s \| \| 4e \| Marc Soler \| Espagne \| UAE Team Emirates \| + 15 s \| \| 5e \| Kenny Elissonde \| France \| Trek-Segafredo \| + 26 s \| \| 6e \| Clément Champoussin \| France \| AG2R Citroën Team \| + 29 s \| \| 7e \| Alessandro De Marchi \| Italie \| Israel-Premier Tech \| + 46 s \| \| 8e \| Bob Jungels \| Luxembourg \| AG2R Citroën Team \| + 55 s \| \| 9e \| Élie Gesbert \| France \| Arkéa-Samsic \| + 1 min 09 s \| \| 10e \| Lawson Craddock \| États-Unis \| BikeExchange-Jayco \| + 1 min 30 s \| |                      |            |                       |                 |
| |                      |            |                       |                 |
| Source : ProCyclingStats |                      |            |                       |                 |
| Classement de l'étape |                      |            |                       |                 |
| Coureur | Coureur              | Pays       | Équipe                | Temps           |
| 1er | Rigoberto Urán       | Colombie   | EF Education-EasyPost | 3 h 42 min 28 s |
| 2e | Quentin Pacher       | France     | Groupama-FDJ          | + 0 s           |
| 3e | Jesús Herrada        | Espagne    | Cofidis               | + 3 s           |
| 4e | Marc Soler           | Espagne    | UAE Team Emirates     | + 15 s          |
| 5e | Kenny Elissonde      | France     | Trek-Segafredo        | + 26 s          |
| 6e | Clément Champoussin  | France     | AG2R Citroën Team     | + 29 s          |
| 7e | Alessandro De Marchi | Italie     | Israel-Premier Tech   | + 46 s          |
| 8e | Bob Jungels          | Luxembourg | AG2R Citroën Team     | + 55 s          |
| 9e | Élie Gesbert         | France     | Arkéa-Samsic          | + 1 min 09 s    |
| 10e | Lawson Craddock      | États-Unis | BikeExchange-Jayco    | + 1 min 30 s    |

## Classements à l'issue de l'étape

### Classement général
| \| Classement général \| Classement général \| Classement général \| Classement général \| Classement général \| \| Coureur \| Coureur \| Pays \| Équipe \| Temps \| \| ------------------ \| ------------------ \| ------------------ \| ---------------------- \| ------------------ \| \| 1er \| Remco Evenepoel \| Belgique \| Quick-Step Alpha Vinyl \| 65 h 14 min 05 s \| \| 2e \| Enric Mas \| Espagne \| Movistar Team \| + 2 min 01 s \| \| 3e \| Juan Ayuso \| Espagne \| UAE Team Emirates \| + 4 min 51 s \| \| 4e \| Carlos Rodríguez \| Espagne \| Ineos Grenadiers \| + 5 min 20 s \| \| 5e \| Miguel Ángel López \| Colombie \| Astana Qazaqstan Team \| + 5 min 33 s \| \| 6e \| João Almeida \| Portugal \| UAE Team Emirates \| + 6 min 51 s \| \| 7e \| Thymen Arensman \| Pays-Bas \| Team DSM \| + 7 min 46 s \| \| 8e \| Ben O'Connor \| Australie \| AG2R Citroën Team \| + 9 min 11 s \| \| 9e \| Rigoberto Urán \| Colombie \| EF Education-EasyPost \| + 9 min 33 s \| \| 10e \| Jai Hindley \| Australie \| Bora-Hansgrohe \| + 11 min 40 s \| |                    |           |                        |                  |
| |                    |           |                        |                  |
| Source : ProCyclingStats |                    |           |                        |                  |
| Classement général |                    |           |                        |                  |
| Coureur | Coureur            | Pays      | Équipe                 | Temps            |
| 1er | Remco Evenepoel    | Belgique  | Quick-Step Alpha Vinyl | 65 h 14 min 05 s |
| 2e | Enric Mas          | Espagne   | Movistar Team          | + 2 min 01 s     |
| 3e | Juan Ayuso         | Espagne   | UAE Team Emirates      | + 4 min 51 s     |
| 4e | Carlos Rodríguez   | Espagne   | Ineos Grenadiers       | + 5 min 20 s     |
| 5e | Miguel Ángel López | Colombie  | Astana Qazaqstan Team  | + 5 min 33 s     |
| 6e | João Almeida       | Portugal  | UAE Team Emirates      | + 6 min 51 s     |
| 7e | Thymen Arensman    | Pays-Bas  | Team DSM               | + 7 min 46 s     |
| 8e | Ben O'Connor       | Australie | AG2R Citroën Team      | + 9 min 11 s     |
| 9e | Rigoberto Urán     | Colombie  | EF Education-EasyPost  | + 9 min 33 s     |
| 10e | Jai Hindley        | Australie | Bora-Hansgrohe         | + 11 min 40 s    |

| Classement par points | Classement par points | Classement par points | Classement par points  | Classement par points |
| Coureur               | Coureur               | Pays                  | Équipe                 | Points                |
| --------------------- | --------------------- | --------------------- | ---------------------- | --------------------- |
| 1er                   | Mads Pedersen         | Danemark              | Trek-Segafredo         | 349 pts               |
| 2e                    | Fred Wright           | Royaume-Uni           | Bahrain Victorious     | 149 pts               |
| 3e                    | Marc Soler            | Espagne               | UAE Team Emirates      | 133 pts               |
| 4e                    | Samuele Battistella   | Italie                | Astana Qazaqstan Team  | 105 pts               |
| 5e                    | Remco Evenepoel       | Belgique              | Quick-Step Alpha Vinyl | 103 pts               |
| 6e                    | Enric Mas             | Espagne               | Movistar Team          | 90 pts                |
| 7e                    | Pascal Ackermann      | Allemagne             | UAE Team Emirates      | 86 pts                |
| 8e                    | Quentin Pacher        | France                | Groupama-FDJ           | 74 pts                |
| 9e                    | Danny van Poppel      | Pays-Bas              | Bora-Hansgrohe         | 72 pts                |
| 10e                   | Lawson Craddock       | États-Unis            | BikeExchange-Jayco     | 64 pts                |

| Classement par points | Classement par points | Classement par points | Classement par points  | Classement par points |
| Coureur               | Coureur               | Pays                  | Équipe                 | Points                |
| --------------------- | --------------------- | --------------------- | ---------------------- | --------------------- |
| 1er                   | Mads Pedersen         | Danemark              | Trek-Segafredo         | 349 pts               |
| 2e                    | Fred Wright           | Royaume-Uni           | Bahrain Victorious     | 149 pts               |
| 3e                    | Marc Soler            | Espagne               | UAE Team Emirates      | 133 pts               |
| 4e                    | Samuele Battistella   | Italie                | Astana Qazaqstan Team  | 105 pts               |
| 5e                    | Remco Evenepoel       | Belgique              | Quick-Step Alpha Vinyl | 103 pts               |
| 6e                    | Enric Mas             | Espagne               | Movistar Team          | 90 pts                |
| 7e                    | Pascal Ackermann      | Allemagne             | UAE Team Emirates      | 86 pts                |
| 8e                    | Quentin Pacher        | France                | Groupama-FDJ           | 74 pts                |
| 9e                    | Danny van Poppel      | Pays-Bas              | Bora-Hansgrohe         | 72 pts                |
| 10e                   | Lawson Craddock       | États-Unis            | BikeExchange-Jayco     | 64 pts                |

| Classement de la montagne | Classement de la montagne | Classement de la montagne | Classement de la montagne | Classement de la montagne |
| Coureur                   | Coureur                   | Pays                      | Équipe                    | Points                    |
| ------------------------- | ------------------------- | ------------------------- | ------------------------- | ------------------------- |
| 1er                       | Jay Vine                  | Australie                 | Alpecin-Deceuninck        | 59 pts                    |
| 2e                        | Richard Carapaz           | Équateur                  | Ineos Grenadiers          | 30 pts                    |
| 3e                        | Thymen Arensman           | Pays-Bas                  | Team DSM                  | 22 pts                    |
| 4e                        | Robert Stannard           | Australie                 | Alpecin-Deceuninck        | 21 pts                    |
| 5e                        | Marc Soler                | Espagne                   | UAE Team Emirates         | 20 pts                    |
| 6e                        | Enric Mas                 | Espagne                   | Movistar Team             | 19 pts                    |
| 7e                        | Jimmy Janssens            | Belgique                  | Alpecin-Deceuninck        | 17 pts                    |
| 8e                        | Miguel Ángel López        | Colombie                  | Astana Qazaqstan Team     | 16 pts                    |
| 9e                        | Thibaut Pinot             | France                    | Groupama-FDJ              | 12 pts                    |
| 10e                       | Jesús Herrada             | Espagne                   | Cofidis                   | 11 pts                    |

| Classement de la montagne | Classement de la montagne | Classement de la montagne | Classement de la montagne | Classement de la montagne |
| Coureur                   | Coureur                   | Pays                      | Équipe                    | Points                    |
| ------------------------- | ------------------------- | ------------------------- | ------------------------- | ------------------------- |
| 1er                       | Jay Vine                  | Australie                 | Alpecin-Deceuninck        | 59 pts                    |
| 2e                        | Richard Carapaz           | Équateur                  | Ineos Grenadiers          | 30 pts                    |
| 3e                        | Thymen Arensman           | Pays-Bas                  | Team DSM                  | 22 pts                    |
| 4e                        | Robert Stannard           | Australie                 | Alpecin-Deceuninck        | 21 pts                    |
| 5e                        | Marc Soler                | Espagne                   | UAE Team Emirates         | 20 pts                    |
| 6e                        | Enric Mas                 | Espagne                   | Movistar Team             | 19 pts                    |
| 7e                        | Jimmy Janssens            | Belgique                  | Alpecin-Deceuninck        | 17 pts                    |
| 8e                        | Miguel Ángel López        | Colombie                  | Astana Qazaqstan Team     | 16 pts                    |
| 9e                        | Thibaut Pinot             | France                    | Groupama-FDJ              | 12 pts                    |
| 10e                       | Jesús Herrada             | Espagne                   | Cofidis                   | 11 pts                    |

| Classement du meilleur jeune | Classement du meilleur jeune | Classement du meilleur jeune | Classement du meilleur jeune | Classement du meilleur jeune |
| Coureur                      | Coureur                      | Pays                         | Équipe                       | Temps                        |
| ---------------------------- | ---------------------------- | ---------------------------- | ---------------------------- | ---------------------------- |
| 1er                          | Remco Evenepoel              | Belgique                     | Quick-Step Alpha Vinyl       | 65 h 14 min 05 s             |
| 2e                           | Juan Ayuso                   | Espagne                      | UAE Team Emirates            | + 4 min 51 s                 |
| 3e                           | Carlos Rodríguez             | Espagne                      | Ineos Grenadiers             | + 5 min 20 s                 |
| 4e                           | João Almeida                 | Portugal                     | UAE Team Emirates            | + 6 min 51 s                 |
| 5e                           | Thymen Arensman              | Pays-Bas                     | Team DSM                     | + 7 min 46 s                 |
| 6e                           | José Félix Parra             | Espagne                      | Equipo Kern Pharma           | + 44 min 44 s                |
| 7e                           | Gino Mäder                   | Suisse                       | Bahrain Victorious           | + 46 min 30 s                |
| 8e                           | Sergio Higuita               | Colombie                     | Bora-Hansgrohe               | + 54 min 33 s                |
| 10e                          | Edoardo Zambanini            | Italie                       | Bahrain Victorious           | + 1 h 04 min 14 s            |

| Classement du meilleur jeune | Classement du meilleur jeune | Classement du meilleur jeune | Classement du meilleur jeune | Classement du meilleur jeune |
| Coureur                      | Coureur                      | Pays                         | Équipe                       | Temps                        |
| ---------------------------- | ---------------------------- | ---------------------------- | ---------------------------- | ---------------------------- |
| 1er                          | Remco Evenepoel              | Belgique                     | Quick-Step Alpha Vinyl       | 65 h 14 min 05 s             |
| 2e                           | Juan Ayuso                   | Espagne                      | UAE Team Emirates            | + 4 min 51 s                 |
| 3e                           | Carlos Rodríguez             | Espagne                      | Ineos Grenadiers             | + 5 min 20 s                 |
| 4e                           | João Almeida                 | Portugal                     | UAE Team Emirates            | + 6 min 51 s                 |
| 5e                           | Thymen Arensman              | Pays-Bas                     | Team DSM                     | + 7 min 46 s                 |
| 6e                           | José Félix Parra             | Espagne                      | Equipo Kern Pharma           | + 44 min 44 s                |
| 7e                           | Gino Mäder                   | Suisse                       | Bahrain Victorious           | + 46 min 30 s                |
| 8e                           | Sergio Higuita               | Colombie                     | Bora-Hansgrohe               | + 54 min 33 s                |
| 10e                          | Edoardo Zambanini            | Italie                       | Bahrain Victorious           | + 1 h 04 min 14 s            |

| Classement par équipes | Classement par équipes             | Classement par équipes | Classement par équipes |
| Équipe                 | Équipe                             | Pays                   | Temps                  |
| ---------------------- | ---------------------------------- | ---------------------- | ---------------------- |
| 1re                    | UAE Team Emirates                  | Émirats arabes unis    | 194 h 52 min 35 s      |
| 2e                     | Ineos Grenadiers                   | Royaume-Uni            | + 43 min 16 s          |
| 3e                     | Astana Qazaqstan Team              | Kazakhstan             | + 54 min 47 s          |
| 4e                     | Movistar Team                      | Espagne                | + 1 h 05 min 21 s      |
| 5e                     | Bahrain Victorious                 | Bahreïn                | + 1 h 07 min 40 s      |
| 6e                     | Bora-Hansgrohe                     | Allemagne              | + 1 h 08 min 46 s      |
| 7e                     | Intermarché-Wanty-Gobert Matériaux | Belgique               | + 1 h 25 min 25 s      |
| 8e                     | Jumbo-Visma                        | Pays-Bas               | + 1 h 41 min 25 s      |
| 9e                     | EF Education-EasyPost              | États-Unis             | + 1 h 42 min 15 s      |
| 10e                    | Groupama-FDJ                       | France                 | + 2 h 16 min 08 s      |

| Classement par équipes | Classement par équipes             | Classement par équipes | Classement par équipes |
| Équipe                 | Équipe                             | Pays                   | Temps                  |
| ---------------------- | ---------------------------------- | ---------------------- | ---------------------- |
| 1re                    | UAE Team Emirates                  | Émirats arabes unis    | 194 h 52 min 35 s      |
| 2e                     | Ineos Grenadiers                   | Royaume-Uni            | + 43 min 16 s          |
| 3e                     | Astana Qazaqstan Team              | Kazakhstan             | + 54 min 47 s          |
| 4e                     | Movistar Team                      | Espagne                | + 1 h 05 min 21 s      |
| 5e                     | Bahrain Victorious                 | Bahreïn                | + 1 h 07 min 40 s      |
| 6e                     | Bora-Hansgrohe                     | Allemagne              | + 1 h 08 min 46 s      |
| 7e                     | Intermarché-Wanty-Gobert Matériaux | Belgique               | + 1 h 25 min 25 s      |
| 8e                     | Jumbo-Visma                        | Pays-Bas               | + 1 h 41 min 25 s      |
| 9e                     | EF Education-EasyPost              | États-Unis             | + 1 h 42 min 15 s      |
| 10e                    | Groupama-FDJ                       | France                 | + 2 h 16 min 08 s      |

## Abandons
Quatre coureurs quittent la Vuelta lors de la 17e étape :
- Primož Roglič (Jumbo-Visma) : non-partant[2]
- Bryan Coquard (Cofidis) : non-partant
- Filippo Conca (Lotto-Soudal) : non-partant, positif au Covid-19
- Rein Taaramäe (Intermarché-Wanty-Gobert Matériaux) : abandon